# Вула
„Вула“ е български игрален филм от 1965 година, по сценарий и режисура на Никола Корабов. Оператор е Константин Джидров. Във филма участва първата българска рок група - Бъндараците.

## Актьорски състав
- Надежда Ранджева – Надежда
- Иван Манов – Осъденият на смърт
- Любен Бояджиев
- Димитър Хаджиянев
- Иван Братанов
- Михаил Михайлов – Свещеникът
- Борис Арабов
- Стойчо Мазгалов
- Димитрина Савова
- Цветана Островска
- Иван Янчев
- Марио Маринов
- Кирил Ковачев
- Юлиан Харалампиев

## Награди
- Награда на журито „за най-добър филм на младежка тема“, (Москва, СССР, 1965).